# نكوسيلاتي نياثي
نكوسيلاتي نياثي (بالإنجليزية: Nkosilathi Nyathi)‏ (مواليد 2003) ناشط بيئي في زيمبابوي. بدأ حملة في سن العاشرة، يدعو فيها لإشراك الشباب في أدوار صنع القرار. يرى أن جهود الشباب تجاه العدالة المناخية لا يمكن أن تتحقق إذا لم يتمكنوا من إجراء مهمات في منصات صنع القرار. كان نكوسيلاتي في مؤتمر الأمم المتحدة لتغير المناخ 2019 في مدريد، حيث قام بحملة من أجل المزيد من الإجراءات المناخية وإدماج الشباب مع قادة العالم.

## النشاط البيئي
نشأ نكوسيلاتي نياثي بالقرب من شلالات فيكتوريا. قام بتتبع شغفه بنشاطه البيئي وصولًا إلى اليوم الذي وقف فيه بوعي في موقع لإلقاء القمامة في شلالات فيكتوريا، وأصبح أكثر وعيًا بقضايا البيئة في مجتمعه المباشر. بدأ يلاحظ آثار تغير المناخ في بيئته في سن الحادية عشرة في الصف الخامس في مدرسة تشامابوندو الابتدائية في زيمبابوي. شهدت شلالات فيكتوريا أسوأ جفاف منذ قرن في عام 2019. 7.7 مليون شخص في زيمبابوي يعانون من انعدام الأمن الغذائي و45 مليون شخص من جنوب أفريقيا معرضون لخطر الجوع. كما أن هناك معدلات غير مسبوقة لسوء التغذية الحاد تزيد عن خمسة في المائة في ثماني مقاطعات في زمبابوي. كل هذه القضايا التي ظهرت في مجتمعه دفعته إلى البدء في تعليم مجتمعه حول تغير المناخ، والمطالبة باستمرار بخفض الانبعاثات العالمية، وقد تعهد بالتراجع حتى يبدأ صانعو القرار في اتخاذ إجراءات مناخية كبيرة.
كان قائدًا في نادي المناخ بالمدرسة الابتدائية، نادي الأوزون المدافعين. قاد عملية إنشاء أول مصنع للغاز الحيوي في مجتمعه لتحويل النفايات المتزايدة لإنتاج طاقة مستدامة في عام 2016. تستخدم محطة الغاز الحيوي الآن لإعداد طعام الطالب. إنكوسيناتي ليس جيدًا في الرياضة، ولكن لديه مهارات خطابة جيدة. إن استخدامه المستمر لمهاراته الخطابية لدعوة الحكومة لمعالجة القضايا البيئية، وإيلاء المزيد من الاهتمام لتغير المناخ، أكسبه اعترافًا من اليونيسف لحضور نسخة 2019 من اتفاقية الأمم المتحدة بشأن تغير المناخ المؤتمر الخامس والعشرون (COP25) التي وقعت في مدريد. كما ألقى كلمة في اجتماعات مجموعة أصدقاء الأطفال وأهداف التنمية المستدامة (SDGs) في المنتدى الإقليمي لأفريقيا 2020 حول التنمية المستدامة الذي عقد في شلالات فيكتوريا. في الاجتماع، دعا قادة العالم لإدماج الشباب. يكتب مقالات تثقيفية عن البيئة والمناخ، كعضو في نادي الصحافة في مدرسته.

## الجوائز والتقدير
- سفير اليونيسف الشبابي للمناخ في زمبابوي في عام 2015.[20][21]
- سفير الشباب في Greenline Africa منذ عام 2014.

## روابط خارجية
- نظرة عامة إقليمية لأف2019 ريقيا لعام على الأمن الغذائي والتغذية
- إن نجاح إفريقيا في حشد قوة شبابها سيحقق وعدًا لمنطقة التجارة الحرة القارية الأفريقية
- صنفت زيمبابوي كواحدة من أكبر أزمات الغذاء العالمية في تقرير جديد للأمم المتحدة